# Tega Cay
Tega Cay é uma cidade localizada no estado norte-americano de Carolina do Sul, no Condado de York.

## Demografia
Segundo o censo norte-americano de 2000, a sua população era de 4044 habitantes.
Em 2006, foi estimada uma população de 4547, um aumento de 503 (12.4%).

## Geografia
De acordo com o United States Census Bureau tem uma área de
8,1 km², dos quais 6,4 km² cobertos por terra e 1,7 km² cobertos por água.

## Localidades na vizinhança
O diagrama seguinte representa as localidades num raio de 12 km ao redor de Tega Cay.